# 金門歷史民俗博物館
金門歷史民俗博物館是一座位於中華民國金門縣金沙鎮西園里的博物館，由金門縣文化園區負責管理。館藏有中華民國國家重要古物「蔡復一畫像」、明清古砲等文物。亦承擔蒐集、保存、傳播、展示，培育文物修復專業人才的任務。

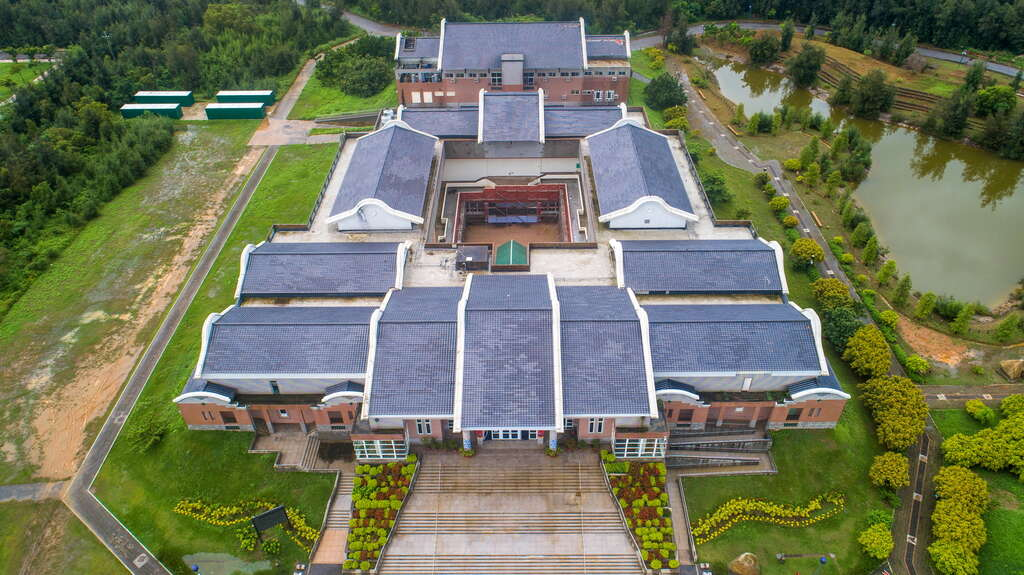
博物館俯視圖

## 常設展

### 打開金門
以「島嶼環境」、「歷史考古」、「文學曲藝」、「工藝美術」、「產業文化」等五大主題，融入科技感官互動體驗，呈現金門歷史上不同族群流動遷移的故事，讓觀眾認識金門的過去與現在。

### 歷史風華
展示4000年前金門浦邊遺址考古貝塚、僑鄉文化風情，並藉由模範街的情境復原呈現金門過往歷史風華與早期常民生活。

### 萬年富貴·瓜瓞綿綿
本展區介紹金門獨特的梳形聚落，厝的空間配置，各種生命、宗教祭祀禮俗，以呈現金門人的生活面貌，讓觀眾認識金門的風土生活。

## 特展

### 點水成金-金門水文化展
2022年4月22日開幕，展覽從金門常民用水文化出發，由「水傳說、水生態、水資源、水生活、水永續」五個主題，呈現「水」與金門人日常、自然風土的密切連結，結合寓教於樂的方式，帶觀眾認識金門珍貴的水文化資產，思考生活在水資源珍貴的島嶼中，如何與水共生。

### 「民防．衛士」在浯島─小衛士的大故事展
2021年10月2日開幕，展覽以支援國軍作戰、保家保鄉的金門民防自衛隊，及金門子弟為要角護衛元首安危的精忠衛隊為主題，呈現金門人保家衛國的堅毅精神，在現場提供軍裝試穿、互動拍照等，帶觀眾在參與中重新回味金門當時全民皆兵的特殊歷史。

### 「蔡復一畫像」前世今生典藏展
2022年1月23日開幕，展出國家重要古物「蔡復一畫像」，以「一目觀天金門奇人」、「蔡大人說故事」、「詩人蔡復一」、「古物的前世今生」、「國家重要古物展示」五個單元，向觀眾介紹蔡復一這位「晚明國防部長」的一生、畫像的修復歷程及相關傳說故事。預計展期到2027年1月23日。

### 匠心具足-金門與鹿港木作匠藝的對話特展
2022年8月26日開幕，展覽以「匠心」、「匠藝」、「金門與鹿港」、「木作匠藝對話」及「金門與鹿港的文化對話」五個展區，呈現金門與鹿港傳統木作匠藝之美。預計展期到2023年2月26日。